# Styloniscus tabulae
Styloniscus tabulae är en kräftdjursart som först beskrevs av Barnard 1932.  Styloniscus tabulae ingår i släktet Styloniscus och familjen Styloniscidae. Inga underarter finns listade i Catalogue of Life.